# Besenyőd
Besenyőd là một thị trấn thuộc hạt Szabolcs-Szatmár-Bereg, Hungary. Thị trấn này có diện tích 9,45 km², dân số năm 2010 là 650 người, mật độ 69 người/km².